# Friedrich Wilhelm Kunike
Friedrich Wilhelm Kunike (* 1778 in Greifswald; † 1859 ebenda) war ein deutscher Buchdrucker und Maler.
Sein Vater war vermutlich Adolf Eberhard Kunike, Schreib- und Rechenmeister an der Stadtschule Greifswald. Er wurde 1816 akademischer Buchdrucker in der Greifswalder Knopfstraße 35. Kunike druckte u. a. Werke von Friedrich Ludwig Hünefeld, Friedrich Ludwig von Medem und Friedrich Wilhelm von Schubert. Außerdem verlegte er die Greifswaldische academische Zeitschrift.
Sein Sohn Helmuth übernahm 1859 die Druckerei des Vaters.
Sein Sohn Theodor (1819–27. Mai 1864) wurde am 28. Juli 1846 Inhaber der Verlagsbuchhandlung C. A. Koch (gegründet 1821). Zu dessen Autoren gehörten u. a. Fritz Reuter und Alwine Wuthenow. Nach dem Tod Theodor Kunikes übernahm Ludwig Bamberg, Besitzer der gleichnamigen Ratsbuchhandlung seit 1837, die Verwaltung des Verlages.
Friedrich Wilhelm Kunike betätigte sich auch als Maler und weilte mehrfach für Studien auf Rügen. Im Museum Stralsund befinden sich Bilder von ihm.
Friedrich Wilhelm Kunikes Bruder Adolph Friedrich (1777–1838) hatte 1817 in Wien eine lithografische Anstalt eröffnet. 